# Instituto Brasileiro do Café

Horácio Sabino Coimbra, presidente do Instituto Brasileiro do Café, em 1967.

O Instituto Brasileiro do Café, com sigla IBC, foi uma autarquia do Governo Federal, vinculada ao Ministério da Indústria e Comércio, que definia as políticas agrícolas do produto no Brasil entre os anos 1952 e 1989, quando foi extinto. O IBC como Autarquia do Governo Federal pertencia a administração indireta do Governo Federal vinculado ao Ministério da Indústria e Comércio.
O Departamento Nacional do Café, organismo governamental, foi extinto em 15 de março de 1946. Em 6 de setembro foi criada a Divisão da Economia Cafeeira (DEC) dentro do Ministério da Fazenda.
Em 22 de dezembro de 1952 foi criado o Instituto Brasileiro do Café durante o Governo Vargas. Em julho de 1960 o governo de Juscelino Kubitschek criou o Ministério da Indústria e do Comércio do qual o IBC passou a fazer parte. A partir de 1964 passou a responder ao Conselho Monetário Nacional.
Em 8 de maio de 1990 foi extinto o IBC pelo governo Collor.
Com o fim do IBC o Governo do Brasil criou, em 1996, o Conselho Deliberativo de Política do Café.
Seu símbolo era bastante difundido no Brasil e no exterior, sobretudo porque como patrocinadora oficial da Seleção Brasileira de Futebol, o time trazia na sua farda, e depois no próprio escudo, a logomarca do IBC, entre os anos de 1979 e 1983.
As negociações para a formalização do Programa de Autofiscalização entre a Associação Brasileira da Indústria de Café (ABIC) e o IBC, à época presididos, respectivamente, por Carlos Barcelos Costa e Jório Dauster, tiveram início em 1987 e se concretizaram em 10 de novembro de 1988, quando entrou em vigor a Resolução n.º80, baixada pelo IBC.

Por meio desta Resolução, a ABIC passava a responder pela fiscalização do setor, arcando com todas as despesas de coleta e análise de amostras de café em todo o País - o que acontece até hoje.